# Bezirk Virton
Der Bezirk Virton (französisch arrondissement administratif de Virton) ist einer von fünf administrativen Bezirken in der belgischen Provinz Luxemburg. Er umfasst eine Fläche von 771,17 km² mit 55.162 Einwohnern (Stand: 1. Januar 2024), die in zehn Gemeinden leben.

## Gemeinden im Bezirk Virton
| Gemeinde           | Einwohner 1. Januar 2024 | Fläche km² | Dichte Einw./km² | NIS- Code | Postleitzahl         |
| ------------------ | ------------------------ | ---------- | ---------------- | --------- | -------------------- |
| Chiny              | 5.308                    | 113,69     | 47               | 85007     | 6810–6813            |
| Étalle             | 6.024                    | 78,10      | 77               | 85009     | 6740–6743            |
| Florenville        | 5.787                    | 146,91     | 39               | 85011     | 6820–6824            |
| Habay              | 8.723                    | 103,64     | 84               | 85046     | 6720–6721, 6723–6724 |
| Meix-devant-Virton | 2.819                    | 54,20      | 52               | 85024     | 6769                 |
| Musson             | 4.668                    | 34,81      | 134              | 85026     | 6750                 |
| Rouvroy            | 2.144                    | 27,68      | 77               | 85047     | 6767                 |
| Saint-Léger        | 3.716                    | 35,86      | 104              | 85034     | 6747                 |
| Tintigny           | 4.605                    | 81,79      | 56               | 85039     | 6730                 |
| Virton             | 11.368                   | 94,49      | 120              | 85045     | 6760–6762            |
| Bezirk Virton      | 55.162                   | 771,17     | 72               | 85000     | –                    |